# Резвин, Владимир Александрович
Владимир Александрович Резвин (24 октября 1930, Москва — 24 января 2019, там же) — советский и российский архитектор-реставратор, дизайнер, историк архитектуры, публицист, коллекционер. Профессор (1992), член-корреспондент Международной академии архитектуры.

## Биография
В 1955 году окончил Московский архитектурный институт (МАРХИ).
Долгие годы руководил архитектурно-реставрационной мастерской № 7 (АРМ-7) научно-проектного института «Спецпроектреставрация» по реставрации памятников архитектуры, созданного в Москве в 1977 году.
В 1990—2000 гг. — директор Государственного научно-исследовательского музея архитектуры им. А. В. Щусева.
В 2000-е годы вместе с А. Л. Баталовым, А. С. Скрябиным и М. Н. Аввакумовым состоял в Попечительском совете Благотворительного фонда «Хитровка».
Скончался в Москве 24 января 2019 года. Прощание с В. А. Резвиным состоялось 26 января в фойе Центрального дома архитектора в Гранатном переулке.

## Основные работы
Реставрация
- Дом-мастерская архитектора К. С. Мельникова (Дом Мельникова) в Кривоарбатском переулке, Москва (1985)
- Усадьба «Измайлово» в Москве (1987)
- Дворец Бобринских в Богородицке (1988)

## Сочинения
Автор более двухсот публикаций по истории русского и московского зодчества.

### Книги
- Крупнова Р. Е., Резвин В. А. Дом союзов. — М.: Московский рабочий, 1981. — 80, [16] с. — (Биография московского дома). — 50 000 экз. (см. Дом Союзов)
- Крупнова Р. Е., Резвин В. А. Улица Горького, 18: Путеводитель. — М.: Московский рабочий, 1984. — 64, [16] с. — (Биография московского дома). — 75 000 экз. (см. Конторский дом Сытина)
- Милова М. Ф., Резвин В. А. Прогулки по Москве: Архитектурные зарисовки. — М.: Московский рабочий, 1984. — 400 с.
- Милова М. Ф., Резвин В. А. Прогулки по Москве: Архитектурные зарисовки. — 2-е изд., перераб. и доп. — М.: Московский рабочий, 1988. — 400 с. — 75 000 экз. — ISBN 5-239-00046-8.
- Резвин В. А. Москва глазами архитектора: очерки разных лет. — М.: Искусство—XXI век, 2011. — 432 с. — 1000 экз. — ISBN 978-5-98051-077-0.
- Резвин В. А. Василий Баженов. — М.: Изд. дом Руденцовых, 2012. — 283 с. — (Архитектурное наследие России = Russian architectural heritage; 4). — ISBN 978-5-902887-12-6.
- Резвин В. А. Архитекторы и власть: (документально-исторические очерки). — М.: Искусство—XXI век, 2013. — 312 с. — 1500 экз. — ISBN 978-5-98051-112-8.
- Резвин В. А. Москва и ее главные архитекторы: От Фьораванти до Посохина. — М.: Искусство—XXI век, 2015. — 248 с. — ISBN 978-5-98051-148-7.[5]
- Резвин В. А. Москва деревянная: что осталось. — М.: Эксмо, 2017. — 352 с. — (Прогулки по Москве). — 3000 экз. — ISBN 978-5-699-96133-7.[6]

### Статьи
- Серия статей о московских переулках в журнале «Архитектура и строительство Москвы» за 1988—1990 гг.
- Резвин В. А. «Дворец в крепости Митава…» : История одной малоизвестной постройки обер-архитектора, генерал-майора и кавалера графа де Растрелли, которую он возвел для герцога Бирона // Антикватория: Антиквариат. Коллекции. Раритеты. 2004. № 5 (10). С. 66-68.

### Видео
- Москва. Места памяти: Владимир Резвин // Международный Мемориал. 11 мая 2013 г. (Доклад: «Жизнь и архитектура Москвы 1920-х годов»)
- Презентация книги В.А. Резвина «Москва деревянная: что осталось» // Archnadzor. 6 сентября 2017 г.